# Strawberry Alarm Clock
Strawberry Alarm Clock waren eine Psychedelic-Rock-Gruppe, die Mitte der 1960er Jahre in Los Angeles, Kalifornien gegründet wurde. Ihren größten Erfolg hatten sie 1967 mit dem Millionenseller Incense and Peppermints. 

## Bandgeschichte
Nachdem die Band zunächst erfolglos unter dem Namen Thee Sixpence gearbeitet hatte, wurde ihre erste Single Incense and Peppermints 1967 ein Nummer-1 Hit in den Billboard-Charts. Insgesamt hielt sich die Single 16 Wochen in den Charts, davon eine Woche auf dem ersten Rang. Das im Anschluss aufgenommene und veröffentlichte gleichnamige Album erreichte Platz 11. Besonders erwähnenswert im Zusammenhang mit der Single ist die Tatsache, dass der Leadgesang nicht von einem der Bandmitglieder stammte, sondern von Greg Munford, einem 16-jährigen Freund der Band, welcher eher zufällig bei den Sessions anwesend war. 
Es kam in der Folge häufig zu Neubesetzungen in der Band (zeitweise waren zwei Bassisten im Lineup), trotzdem erreichte die Single aus dem zweiten Album, Tomorrow im Frühjahr 1968 Platz 23. Zwei weitere Singles aus diesem Album schafften es in die Hot 100, und mit der Coverversion Good Morning Starshine aus dem Musical Hair folgte 1969 ihr letzter kleiner Charterfolg.
Die Band trat Ende der 1960er Jahre nicht nur in verschiedenen Fernsehshows auf, sie hatten auch Auftritte in den Spielfilmen Psych-Out (1968) und im Russ-Meyer-Film Blumen ohne Duft (1970). Die Band löste sich nach Querelen mit dem Management und Streitigkeiten über Erlösbeteiligungen 1971 auf, Gründungsmitglied und Gitarrist Ed King wechselte daraufhin zu Lynyrd Skynyrd. In den 1980er Jahren gaben ehemalige Bandmitglieder einige Konzerte unter dem alten Bandnamen, 2007 kam es auf einem von Roger Ebert veranstalteten Filmfestival zu einem Konzert in der Originalbesetzung. In der Folge spielte die Band auch weitere Konzerte.

## Diskografie

### Studioalben
- 1967: Incense and Peppermints
- 1968: Wake Up…It’s Tomorrow
- 1968: The World in a Sea Shell
- 1969: Good Morning Starshine

### Kompilationen
- 1970: The Best of the Strawberry Alarm Clock
- 1971: Changes
- 1990: Incense and Peppermints
- 1992: Strawberries Mean Love
- 1993: The Strawberry Alarm Clock Anthology

### Singles
- 1967: Incense and Peppermints
- 1968: Tomorrow
- 1968: Sit with the Guru
- 1968: Barefoot in Baltimore
- 1968: Sea Shell
- 1969: Stand By
- 1969: Good Morning Starshine
- 1969: Desiree
- 1969: Small Package
- 1969: I Climbed the Mountain
- 1970: California Day
- 1970: Girl from the City